# Peter Burnitz

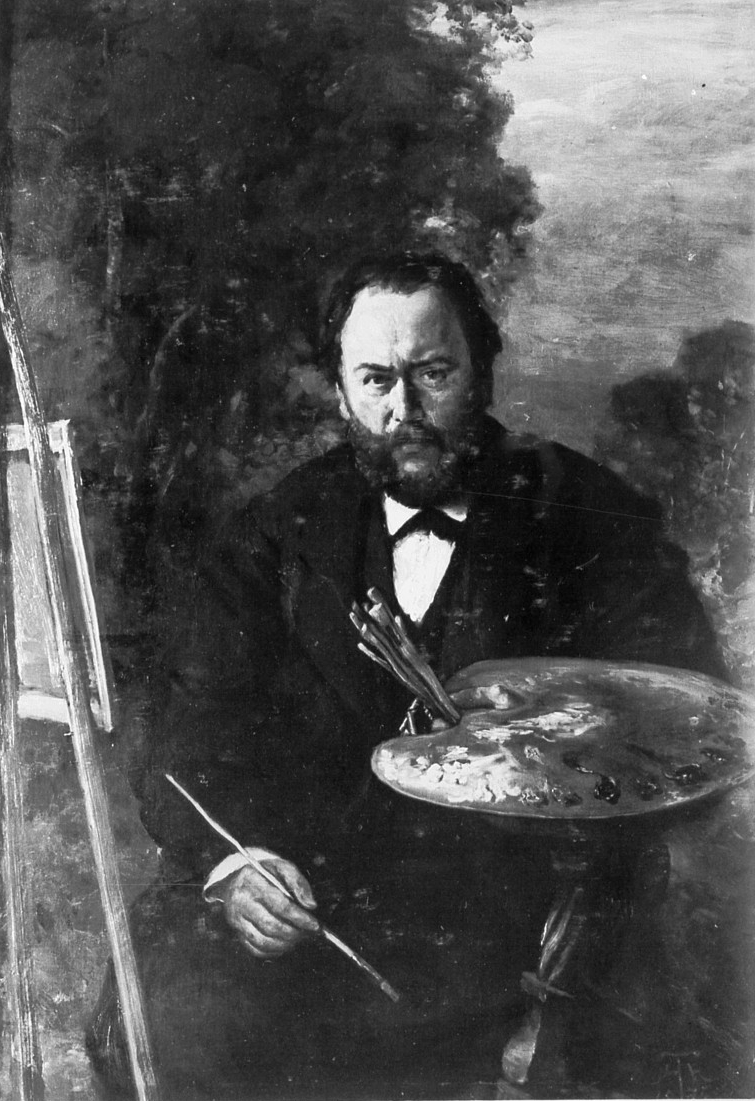
Peter Burnitz, porträtiert von Hans Thoma (1875)

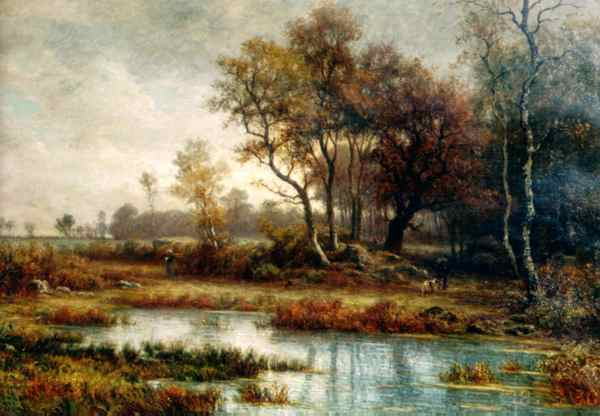
Taunuslandschaft

Carl Peter Burnitz (* 14. Januar 1824 in Frankfurt am Main; † 18. August 1886 ebenda) war ein deutscher Jurist und Maler.

## Leben und Wirken
Burnitz war der Sohn des Kaufmanns Carl Friedrich Burnitz und dessen Ehefrau Auguste Wilhelmine Saltzwedel. Mit neun Jahren wurde Burnitz Vollwaise (die Mutter starb 1831, der Vater 1833). Seine Erziehung übernahm der Architekt Rudolf Burnitz, sein Vormund und Onkel. Burnitz absolvierte das Städtische Gymnasium und immatrikulierte sich noch im selben Jahr an der Universität Berlin für das Fach Jura. 1844 wechselte er im gleichen Fach nach Göttingen und ging 1845 nach Heidelberg. Dort beendete Burnitz 1847 sein Studium erfolgreich mit einer Promotion.
Im Sommer 1847 unternahm Burnitz eine Reise durch Italien, die ihn über Rom, Neapel nach Palermo führte. Im Spätherbst 1852 kehrte er wieder nach Frankfurt zurück. Anstatt eine Karriere als Jurist zu erstreben, trat er eine erneute Studienreise an: nach Algier und weiter nach Madrid. Dort traf er einen Bekannten seines Vormundes, den Maler Fritz Bamberger. Dieser und dessen Kollege Eduard Gerhardt empfahlen dem jungen Künstler Paris. Mit deren Empfehlungen machte Burnitz später dort die Bekanntschaft des Lithographen Karl Bodmer, welcher ihn schon bald in die Schule von Barbizon einführte. Am tiefsten wurde er dort durch Charles-François Daubigny und Jean-Baptiste Camille Corot inspiriert. Aber auch von Emile Lambinet lernte Burnitz.
1857 kehrte Burnitz nach Frankfurt zurück. Bald nachdem er Freundschaft mit Anton Burger und Jakob Fürchtegott Dielmann gemacht hatte, entschloss er sich, nach Kronberg zu ziehen. Gleich seinen Freunden schloss er sich der dortigen Malerkolonie an.
Je heftiger die Angriffe der Kritik auf Burnitz wurden, desto häufiger wurden dessen Bilder prämiert. Auf der Internationalen Kunstausstellung München 1869 war Burnitz mit drei Landschaftsdarstellungen zu sehen und wurde mit einer Goldmedaille ausgezeichnet.
Im Alter von 50 Jahren heiratete Burnitz am 1. April 1873 die Witwe Susanna Christiane Heerdt, geb. Müller, einzige Tochter des Frankfurter Juristen und Politikers Samuel Gottlieb Müller und dessen Frau Susanna Wilhelmine, geb. Lochner, einer Schwester des Aachener Tuchfabrikanten Johann Friedrich Lochner. Seine Ehefrau war in erster Ehe mit dem 1870 verstorbenen Weingärtner Balthasar Heerdt verheiratet, mit dem sie vier Kinder hatte. Peter Burnitz hatte mit ihr zwei Töchter und einen Sohn:
- Helene Burnitz (* 23. November 1873; † N.N.)
- Rudolf Hans Burnitz (* 8. September 1875 in Frankfurt; † 1929 Berchtesgaden), Kunstmaler
- Bertha Burnitz (* 3. September 1877; † N.N.) ⚭ 1906 Karl von Loehr (Architekt, * 29. Januar 1875 in Mainz, † 28. August 1958 in Kronberg, Taunus)

1878 erwarb er ein repräsentatives mehrstöckiges Bürgerhaus in der Untermainanlage 5, einer der besten Lagen Frankfurts an den Wallanlagen. Er selbst wohnte nie in diesem Haus. Einer der bekanntesten Mieter war der Maler Eduard von Steinle. Das Haus hat sich bis heute erhalten und wurde von der jetzigen Eigentümerin, der 2005 gegründeten Stiftung Polytechnische Gesellschaft, aufwendig saniert.
Im Alter von 62 Jahren starb Burnitz am 18. August 1886 in Frankfurt am Main. Er liegt auf dem Hauptfriedhof begraben.

## Werke (Auswahl)
- Paysage; souvenir du Morvan. Verbleib unbekannt (Salon 1857, Nr. 412)
- La mare à Piat (forêt de Fontainebleau). Verbleib unbekannt (ebd., Nr. 413)
- Selbstbildnis des Malers in einer Landschaft. Papier, auf Pappe aufgezogen, 22,3 × 27,5 cm, Historisches Museum Frankfurt, Inv. Nr. B 1799
- Motive aus dem Frankfurter Stadtwald. Bis 2019: Historisches Museum Frankfurt; dann Restitution an Erben von Hermann Netter[1]
- Französisches Dorf. 1851–1857, Pappe, 23 × 31,5 cm. Städel Museum, Frankfurt, Inv. Nr. SG 1185
- Waldpartie bei Cronberg
- Flußlandschaft
- Am Ufer der Nied
- Theißufer
- Blauer Tag

## Notizen
1. ↑  https://www.juedische-allgemeine.de/kultur/spaete-gerechtigkeit-4/

| Personendaten    | Personendaten                            |
| ---------------- | ---------------------------------------- |
| NAME             | Burnitz, Peter                           |
| ALTERNATIVNAMEN  | Burnitz, Carl Peter (vollständiger Name) |
| KURZBESCHREIBUNG | deutscher Maler                          |
| GEBURTSDATUM     | 14. Januar 1824                          |
| GEBURTSORT       | Frankfurt am Main                        |
| STERBEDATUM      | 18. August 1886                          |
| STERBEORT        | Frankfurt am Main                        |